# Aleksandr Ivanovič Lavejkin
Aleksandr Ivanovič Lavejkin (Mosca, 21 aprile 1951) è un cosmonauta sovietico.
Ha volato sulla missione Sojuz TM-2 verso la stazione spaziale Mir. Ha trascorso 174 giorni, 3 ore e 25 minuti nello spazio.